# The Revolution
A The Revolution egy amerikai pop-rock együttes Minneapolisból. Az együttest 1979-ben alapította Prince. Legnagyobb sikert hozó albumuk az 1984-ben megjelent Purple Rain, amely szerepel az 1001 lemez, amit hallanod kell, mielőtt meghalsz című könyvben, valamint tartalmazza az együttes legnagyobb slágereit, mint a "When Doves Cry"-t és a "Purple Rain"-t.

## Diszkográfia
- 1999 (1982)
- Purple Rain (1984)
- Around the World in a Day (1985)
- Parade (1986)

## Fordítás
- Ez a szócikk részben vagy egészben  a   The Revolution (band) című angol Wikipédia-szócikk fordításán alapul.  Az eredeti cikk szerkesztőit annak laptörténete sorolja fel. Ez a jelzés csupán a megfogalmazás eredetét és a szerzői jogokat jelzi, nem szolgál a cikkben szereplő információk forrásmegjelöléseként.